# Турбота
Турбо́та — комплекс дій стосовно якого-небудь об'єкта, націлених на його благополуччя; увага до чиїхось потреб; піклування про кого- чи що-небудь.
Турботу може проявляти як тварина до свого потомства, так і людина до іншої людини, живої істоти чи предмету. В будь-якому випадку, той (та), що турбується, виконує дії, які необхідні тому (тій), хто потребує турботи і уваги.
У людському суспільстві прийнято турбуватися за малими дітьми, літніми людьми і хворими, оскільки самі вони ще, уже або тимчасово не в змозі забезпечити своє нормальне існування.